# Spomenik Galebova krila
Spomenik Galebova krila je monumentalni spomenik iznad mjesta Podgore u blizini Makarske. Visok je preko 20 metara. 
Spomenik predstavlja stilizirana galebova krila u letu što obilježava pobjedu nad fašizmom na Jadranskom moru. Lijevo krilo na spomeniku je uspravno, odnosno u letećem položaju, dok je desno je savinuto prema dolje nalijevo. Osim što se slavi pobjeda, spomenikom se odaje i počast palima za oslobođenje zemlje, simbol čega je slomljeno krilo.
Autor spomenika, kipar Rajko Radović spomenik je osmislio u fazi jugoslavenskog kiparstva koja se ugledala na primjenu geometrizma i simbolike u izradi spomenika.
Spomenik je svečano otkrio predsjednik SFR Jugoslavije Josip Broz Tito, 10. rujna 1962. godine, na dvadesetu godišnjicu osnutka Jugoslavenske ratne mornarice.

## Povijesna pozadina
U Drugom svjetskom ratu iz bataljuna „Vid Mihaljević“ odvojio se 10. rujna 1942. mornarički vod, pa je taj dan uziman kao dan osnivanja mornarice Narodnooslobodilačke vojske Jugoslavije (NOVJ). Nakon što je 18. prosinca 1942. Vrhovni štab naredio štabu 4. operativne zone Hrvatske osnivanje Sekcije za ratnu mornaricu u Podgori je krajem 28. prosinca osnovana prva »mornarička postaja«, a 23. siječnja 1943. i Prvi mornarički odred s postajama u Podgori i Igranama, koji se zbog pogoršanja ratnih prilika tada nije uspio jače učvrstiti.
Poslije kapitulacije Italije 8. rujna 1943. Podgora je postala sjedište Primorske flotile, a u listopadu 1943. tamo je bila formirana 26. dalmatinska divizija NOVJ-a.

## Opis
Oko spomenika nalazi se nekoliko ploča. Na jednom su zidu na granitnoj ploči uklesani stihovi pjesnika Jure Kaštelana. Na bazi spomenika nalaze se dva dugačka brončana reljefa sa scenama povijesnih pomorskih bitaka koje su se odigrale na moru oko Podgore.
- Spomenik izbliza
- Ploča sa stihovima Jure Kaštelana
- Lijevi brončani reljef
- Desni brončani reljef

## Vanjske poveznice
|  | Zajednički poslužitelj ima još gradiva o temi Spomenik Galebova krila |